# Andrzej Olejko
Andrzej Artur Olejko (ur. 6 kwietnia 1963 w Brzozowie) – polski historyk, doktor habilitowany, specjalizujący się w historii wojskowości i problematyce lotniczej.

## Życiorys
Pochodzi z Grabownicy Starzeńskiej. Urodził się w rodzinie o nauczycielskich tradycjach. Jego ojciec Jan Olejko (1936-2000) był nauczycielem historii, a matka wizytatorem geografii Kuratorium Oświaty w Krośnie. Absolwent I Liceum Ogólnokształcącego im. Komisji Edukacji Narodowej w Sanoku z 1982. W latach 1982–1987 studiował na kierunku historycznym w Wyższej Szkole Pedagogicznej w Rzeszowie, uzyskał tytuł magistra za pracę pt. Zarys historii Flotylli Pińskiej Eskadry Lotniczej. W 1996 na podstawie rozprawy Lotnictwo morskie II Rzeczypospolitej 1919–1939 uzyskał tytuł doktora nauk humanistycznych na Wydziale Humanistycznym Wyższej Szkoły Pedagogicznej w Krakowie za pracę pt. Lotnictwo morskie II Rzeczypospolitej. Promotorem obu prac był prof. Włodzimierz Bonusiak.
W 1988 został nauczycielem historii w Liceum Medycznym w Sanoku, a w 1990 w macierzystym I LO w Sanoku, gdzie pracował do 2002. Publikował na łamach pism „Gazeta Sanocka – Autosan”, „Tygodnik Sanocki”, „Kurier Bieszczadzki”. W latach 1991–2005 był współpracownikiem redakcji historycznych oraz programów historycznych emitowanych przez TVP Szczecin, Lublin, Warszawa i Rzeszów. W rozgłośni Radio Bieszczady prowadził autorską audycję Poszukiwacze zaginionej..., zaś w miejskiej TV Sanok program Wyciągnięte z zapomnienia.
W 2002 został pracownikiem Instytutu Historii Uniwersytetu Rzeszowskiego jako adiunkt w Zakładzie Historii Najnowszej Polski. W 2003 został wykładowcą w Zakładzie Kultury Krajów Karpackich Państwowej Wyższej Szkole Zawodowej im. Jana Grodka w Sanoku, a w 2007 w Państwowej Wyższej Szkoły Techniczno-Ekonomicznej im. ks. Bronisława Markiewicza w Jarosławiu. W listopadzie 2007 został prezesem Stowarzyszenia Niebo nad Historią, zajmującego się propagowaniem historii lotnictwa na terenie Europy. Został członkiem Rady Muzealnej Muzeum Pałac w Dukli i stowarzyszenia AMIAP.
27 października 2014 Prezydium Centralnej Komisji do Spraw Stopni i Tytułów podjęło decyzję o wznowieniu postępowania profesorskiego dr. hab. Andrzeja Olejki, do czego przesłankę miały stanowić wielokrotne naruszenia praw autorskich innych osób w publikacji Karpacka wojna trzech cesarzy. W połowie 2016 postępowanie profesorskie zostało ostatecznie unieważnione. W prowadzonym przez Uniwersytet Rzeszowski postępowaniu dyscyplinarnym wobec Olejki wykazano, że w książce Karpacka wojna trzech cesarzy z 2013 oraz artykule wydanym wcześniej dopuścił się on „nieuprawnionego zapożyczenia cudzej twórczości i naruszenia cudzych praw autorskich oraz naruszenia dobrych obyczajów w zakresie działalności naukowej”. Karą za przewinienie dyscyplinarne było upomnienie. Jeszcze przed ogłoszeniem orzeczenia Komisji Dyscyplinarnej ds. Nauczycieli Akademickich utracił stanowisko na Uniwersytecie Rzeszowskim. W 2014 na łamach „Dziejów Najnowszych” ukazała się recenzja ww. książki, zredagowana przez Jarosława Centka, Marcina J. Mikulskiego i Tomasza Woźnego, którzy wytknęli A. Olejce liczne błędy warsztatowe, metodologiczne, merytoryczne i stylistyczne oraz zarzucili zapożyczenia z prac innych autorów bez powoływania się na źródła. W tym samym periodyku w następnych latach zamieszczono polemiczną odpowiedź A. Olejki i potem jeszcze jeden artykuł autorów recenzji.
We wrześniu 2016 został członkiem Galicyjskiego Towarzystwa Historycznego. Od października 2016 do 2017 był wykładowcą i kierownikiem Zakładu Historii i Wychowania Patriotycznego na Wydziale Bezpieczeństwa Narodowego i Logistyki Wyższej Szkoły Oficerskiej Sił Powietrznych w Dęblinie.
Od listopada 2018 Przewodniczący Rady Naukowej Muzeum 303 im. ppłk. pil. Jana Zumbacha.

## Publikacje
- 1992: Morski Dywizjon Lotniczy, ISBN 83-85621-08-3.
- 1994: Rzeczna Eskadra Lotnicza Flotylli Pińskiej
- 1995: Tradycje polskiego lotnictwa morskiego ISBN 83-903660-0-2 (wspólnie z Mariuszem Konarskim)
- 1998: Szybowce nad Bieszczadami, ISBN 83-907436-8-X.
- 1998: Polski CANT, ISBN 978-83-650-0525-0
- 2001: Karpackie niebo 1939 ISBN 83-914420-4-7 (wspólnie z Jánem Petríkiem)
- 2001: Tropami zestrzelonych, ISBN 83-914420-2-0.
- 2004: Słowackie epizody z polskiego Podkarpacia, ISBN 83-914420-8-X.
- 2005: Działania lotnicze w pasie karpackim w latach 1914–1947, ISBN 83-7338-240-2.
- 2007: Kurs bojowy Słowacja 1939, ISBN 978-83-7441-475-3.
- 2007: Francuskie wodnosamoloty w lotnictwie polskim 1926-1937, ISBN 978-83-925916-5-8
- 2008: Wrześniowe Eskadry - 56 Eskadra Obserwacyjna w Wojnie Obronnej 1939 r., ISBN 978-83-926606-3-7
- 2008: Zapomniane hydroplany, ISBN 978-83-926606-1-3
- 2008: 31. Eskadra Rozpoznawcza, ISBN 978-83-925916-8-9
- 2010: Lotnictwo morskie II Rzeczpospolitej, ISBN 978-83-61529-75-0
- 2010: Lotnictwo Armii Karpaty, ISBN 978-83-61674-01-6
- 2011: Lotnicze tradycje Bieszczadów, ISBN 978-83-7530-144-1
- 2011: Szachownice nad okupowaną Europą, ISBN 978-83-89183-69-9.
- 2011: Zapomniana wojna słowacko-polska 1939, ISBN 978-83-932638-0-6.
- 2012: Niedoszły sojusznik czy trzeci agresor? Wojskowo-polityczne aspekty trudnego sąsiedztwa Polski i Słowacji 1918–1939, ISBN 978-83-7338-734-8, ISBN 978-83-60682-35-7
- 2013: Karpacka wojna trzech cesarzy. Z działań wojennych I wojny światowej na lądzie i w powietrzu, ISBN 978-83-62076-80-2
- 2013: Lotnicze epizody znad c. k. Tarnowa 1914–1915, ISBN 978-83-934384-3-3
- 2016: "Wilk" i "Wilczek". Historia najsłynniejszego korsarskiego rejsu Wielkiej Wojny,ISBN 978-83-64023-81-1
- 2018: The habsburgs wings 1914. From the Balkans and the Adriatic to Galicia. Austro-hungarian aviation in the first campaigns of the Great war, ISBN 978-83-65437-79-2
- 2020: Ostatni lot Hauptmanna Rosmana, czyli historia małego lotniska Wielkiej Wojny, ISBN 978-83-951080-2-0
- 2021: Niepodległość nad Strwiążem. Ustrzyki 1918, ISBN 978-83-950624-3-8 (współautor: Bogusław Siwiec)
- 2022: Bieszczadzka niepodległość. Zapomniana wojna polsko-ukraińska w Bieszczadach 1918-1919, ISBN 978-83-7530-852-5

## Nagrody i odznaczenia
- Nagroda Miasta Sanoka za rok 2004[17]
- Medal Związku Legionistów Republiki Czech i Słowacji III klasy (2005)[18]
- Medal Grzegorza z Sanoka (2008)[19][20][21]